# Наговицино (Московская область)
Нагови́цино — деревня в составе Темпового сельского поселения Талдомского района Московской области. Население — 1 чел. (2010).

Расположена к западу от Талдома на правом берегу реки Дубны, рядом с деревнями Гусёнки, Высочки и на левом берегу Жуково.
До Талдома идёт сначала проселочная дорога, которая потом выходит на трассу Р112. С райцентром есть регулярное автобусное сообщение, расстояние до города — девять километров.
До муниципальной реформы 2006 года входила в Юдинский сельский округ.

## Население
| 1859 | 1888 | 1926 | 2002 | 2006 | 2010 |
| ---- | ---- | ---- | ---- | ---- | ---- |
| 187  | ↘126 | ↗141 | ↘0   | →0   | ↗1   |